# Synthesia
Synthesia(신디시아)는 마이크로소프트 윈도우, macOS용 피아노 키보드 트레이너이자 비디오 게임의 하나로, 사용자들이 미디 키보드를 플레이하거나 마치 키보드 매니아나 기타 히어로의 스타일과 같이 MIDI에 맞추어 화면의 지시에 따라 컴퓨터 자판을 사용할 수 있게 한다. 게다가 Synthesia는 불빛이 나는 건반이 있는 MIDI 키보드와 접속하거나 화면 위에 가상 자동 피아노를 놓고 초보자가 쉽게 피아노를 학습할 수 있게 한다. 원래 이름은 기타 히어로와의 게임 플레이의 유사성 때문에 피아노 히어로(Piano Hero)로 지어졌다. 액티비전(기타 히어로의 권리 소유자)이 프로그램의 개발자 Nicholas Piegdon에게 정지명령을 보내면서 지금의 이름으로 바뀌게 되었다.

## 역사
Synthesia는 2006년 즈음 Nicholas Piegdon가 "피아노 히어로"라는 이름으로 시작하였다. 소스포지에 오픈 소스 프로젝트로 호스팅되는 이 소프트웨어는 MIT 허가서로 출시되었다.
이 프로그램은 원래 마이크로소프트 윈도우 전용이었으나 2007년 초에 기부 운동 이후로 macOS로 이식되었다.

## 기능
Synthesia는 사용자 지정 MIDI 파일을 재생하는 기능 외에 MIDI 장치와의 연동을 지원한다. 이후에 Synthesia는 플레이어의 공연을 평가하고 점수를 주며 이 점수는 온라인 스코어보드에 제출할 수 있다. 사용자들은 학습팩(Learning Pack)을 구매하면 악보를 볼 수 있으며, 그 외에도 사용자가 음을 놓칠 때마다 음을 일시 중지하고 올바른 음이 재생될 때 계속하는 멜로디 연습과 같은 여러 연습 기능을 제공받을 수 있다.

## 대안
대안은 다음과 같다:
- Linthesia GNU/Linux fork
- PianoCheetah
- PianoCrumbs
- Musicope

## 같이 보기
- 자동 피아노
- 악보 작성 프로그램
- 가상 피아노
- 음악 소프트웨어 목록